# 巴爾托

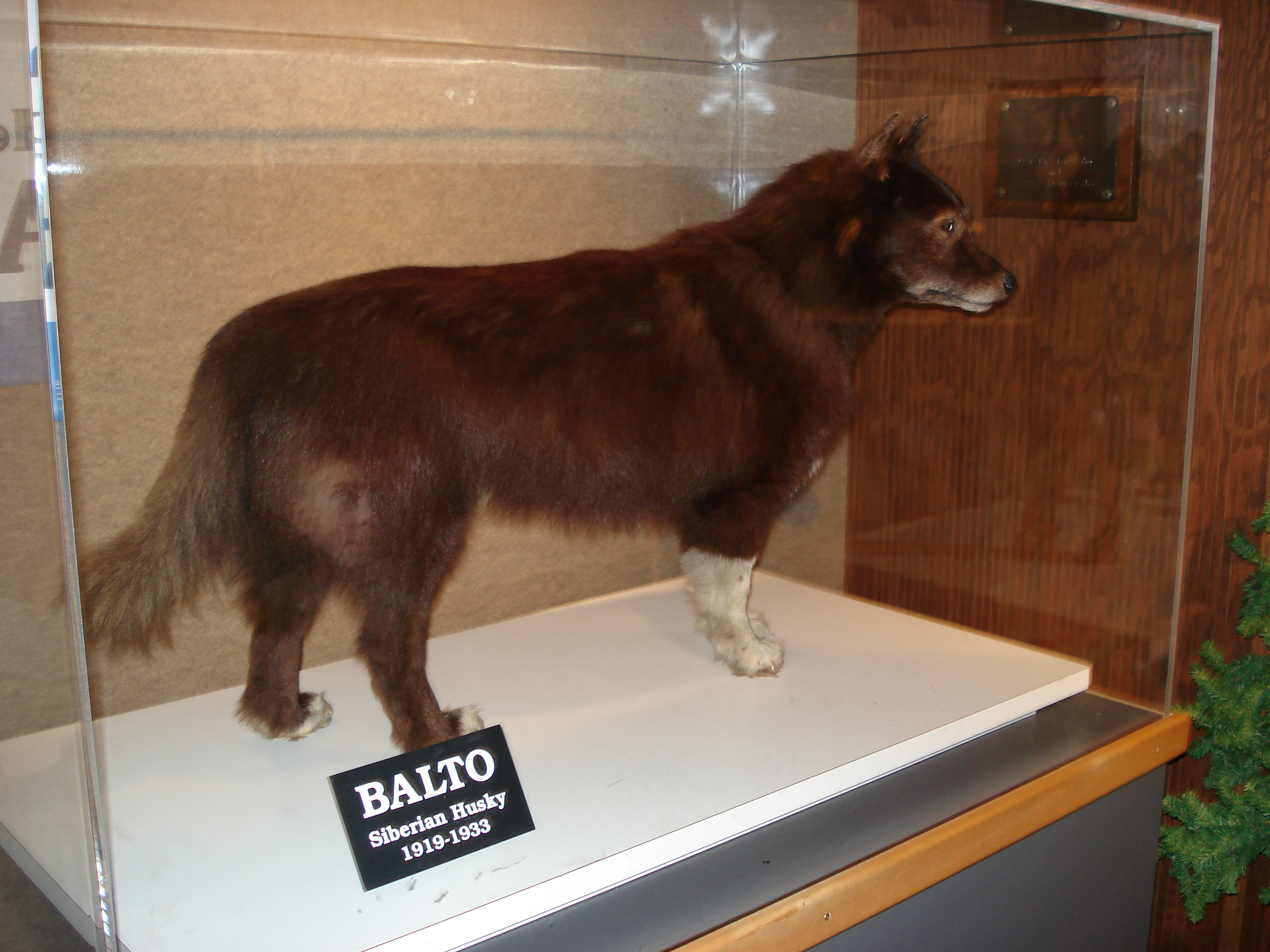
巴爾托的標本現藏於克里夫蘭自然歷史博物館

巴爾托（Balto，1919年–1933年3月14日）是一隻雄性纯种西伯利亚哈士奇雪橇犬，牠曾在1925年血清運送行動中，把白喉血清由Bluff送抵最後一站諾姆以控制疫情。最後在布鲁克赛德动物园（现为克利夫兰都会公园动物园）渡過余生，享年14歲。牠去世後被製成標本，保存於克里夫蘭自然歷史博物館 ，也曾在安克雷奇历史艺术博物馆展出，并吸引了创纪录的人群。

## 1925年血清運送行動
1925年1月，諾姆爆發白喉疫情，為阻止疫症進一步蔓延，政府決定把存放於安克雷奇的血清送往諾姆，然當時惟一可用的運輸機卻因發動機被冷凍而無法運作。最後他們決定先經火車把血清從安克雷奇運到尼納納，再由雪橇犬接力運送，把血清送抵諾姆。這次運送行動幾乎橫跨了整個阿拉斯加，中途要面對-31°C的嚴寒和暴風雪，但在20多隻雪橇犬和大量志願人士的努力下，血清成功送抵諾姆。行動歷時5天半，從尼納納至諾姆路程總長度為1085公里。
雖然巴爾托只參與了由Bluff至諾姆的路程（由贡纳尔·卡森驾驶雪撬），但牠仍然被視為英雄和事件的代表犬隻。因此亦有不少人不滿其功勞被過度誇張化，令其他有份參與的犬隻遭到大眾遺忘，包括時任總統卡爾文·柯立芝、巴尔托及同樣參與行動的名犬多哥的主人莱昂哈德·塞帕拉。詳情完整记錄於2003年的書籍《极地700哩：一个超越极限的雪橇犬救援故事》（The Cruelest Miles: The Heroic Story of Dogs and Men in a Race Against an Epidemic）。

## 紀念
為紀念巴尔托，紐約中央公園豎立了它的銅像（弗雷德里克·罗斯作品），雕像於1925年12月17日揭幕，此時距巴爾托抵達諾姆僅10個月左右。
苏格兰作家阿利斯泰尔·麦克林1959年出版小说《无尽之夜》，书中有一只名为巴尔托的雪橇犬，以及它虚构的后代。
1965年，美国漫画家卡尔·巴克斯创造了一只名为“ Barko”的英雄狗，作为《斯克罗奇叔叔》（Uncle Scrooge）系列漫画中，《育空北部》（North of the Yukon）故事的角色，以向巴尔托致敬。 
1973年起，阿拉斯加每年舉辦艾迪塔羅德狗拉雪橇比賽，從安克雷奇附近的Willow出發，拉雪橇到諾姆，賽程总计1161英里（1868公里）。
1977年1月，美国女作家马哈雷特·戴维森创作了一本名为《巴尔托：拯救诺姆的狗》（Balto: The Dog who Saved Nome）的儿童读物，讲述了巴尔托的事迹。除此之外，以巴尔托为主角的各类儿童出版物层出不穷。
而巴爾托的故事也在1995年被改編成動畫電影《雪地靈犬》（Balto），並分別於2002年和2004年推出續作。片中的巴爾托被描绘成狼狗混血，由凱文·貝肯配音。